# Soffiante a canale laterale
La soffiante a canale laterale (anche conosciuta come soffiante rigenerativa) è una particolare turbomacchina in grado, all'interno di un singolo stadio, di generare elevati incrementi di pressione del fluido elaborato.
La macchina è composta da una girante e da un involucro al cui interno è ricavato un canale toroidale periferico; durante il funzionamento la girante è posta in rotazione senza che vi siano contatti striscianti con le parti circostanti eliminando totalmente i problemi relativi a lubrificazione e/o usura.
La particolare conformazione delle palette della girante e del canale laterale garantiscono un trasferimento ripetuto di energia per azione centrifuga facendo, di fatto, assimilare la soffiante ad una macchina multistadio.
All'interno della macchina, il fluido elaborato dalla girante si muove su una traiettoria elicoidale generata dalla contemporanea presenza di un'azione centrifuga (il fluido viene spinto lungo traiettorie circolari tra girante e canale laterale) e una di trascinamento (le palette spostano il fluido dall'ingresso all'uscita della macchina).